# Епархия Оливейры

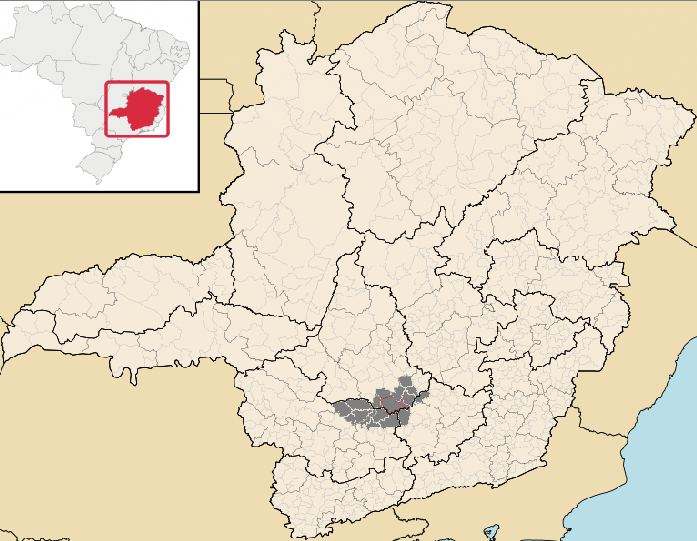
Епархия Оливейры.

Regional CNBB Leste 2.

Епархия Оливейры (лат. Dioecesis Oliveirensis) — епархия Римско-Католической церкви с центром в городе Оливейра, Бразилия. Епархия Оливейры входит в митрополию Белу-Оризонти. Кафедральным собором епархии Оливейры является церковь Пресвятой Девы Марии.  

## История
20 декабря 1941 года Римский папа Пий XII издал апостольскую конституцию «Quo uberiores», которой учредил епархию Оливейры, выделив её из apxиепархии Белу-Оризонти.

## Ординарии епархии
- епископ José de Medeiros Leite (1945–1977)
- епископ Antônio Carlos Mesquita (1977–1983)
- епископ Francisco Barroso Filho (1983–2004)
- епископ Jésus Rocha (2004–2006)
- епископ Miguel Ângelo Freitas Ribeiro (2007 — по настоящее время)

## Источник
- Annuario Pontificio, Ватикан, 2007